# Classe Arethusa (incrociatore 1934)
La classe Arethusa era una classe navale di quattro incrociatori leggeri costruiti per la Royal Navy britannica nel periodo 1934-36, largamente impiegati nel successivo conflitto mondiale.

## Genesi
All'epoca della firma del Trattato navale di Londra, nel 1930, la Gran Bretagna stava costruendo alcune classi di incrociatori leggeri, le prime dai tempi della prima guerra mondiale, ma il limite di tonnellaggio complessivo imposto per gli incrociatori, anche quelli di questa categoria, spinse la marina inglese a considerare, onde possedere più navi da guerra, di mettere mano ad un tipo di vascello più piccolo delle unità classe classe Leander e Amphion. Le unità di questa classe non ebbero quindi l'autonomia dei più grandi incrociatori pensati per difendere le vaste linee commerciali britanniche, ricevendo però in cambio una migliore manovrabilità che li rendeva adatti a guidare flottiglie di cacciatorpediniere e ad agire come schermo per la flotta. La costruzione venne però interrotta dopo sole 4 navi, con la cancellazione di due unità, sia perché erano considerate troppo piccole e deboli contro unità similari delle marine straniere, sia a causa della fine delle limitazioni imposte dai trattati che coincise con il loro completamento.

## Anatomia deipocket cruisers
Il progetto delle Arethusa era anzitutto influenzato dall'armamento previsto di tre torri binate principali, 4 binate secondarie, e 2 lanciasiluri tripli.
Il rapporto lunghezza-larghezza dello scafo era molto elevato, circa 10:1, mentre l'uso della saldatura, per la prima volta su larga scala, consentì di risparmiare ben 250 tonnellate di peso nella costruzione dello scafo. Quest'ultimo era anche considerevolmente più leggero e piccolo avendo una torre in meno rispetto ai predecessori, che consentì da solo di ridurne la lunghezza di ben 15 metri. Il bordo libero era molto elevato, per una migliore tenuta al mare grosso, come normale per una marina prevalentemente oceanica.
Il torrione di comando era una struttura molto massiccia e assai elevata, con un ponte di comando scoperto alla sua sommità, assieme ai telemetri della stazione di controllo del tiro principale. L'alberatura era pure imponente, con 2 alberi a tripode presenti, uno a prua dietro il torrione e l'altro a poppa dietro il secondo fumaiolo.
L'apparato motore era costituito da turbine ad ingranaggi con una potenza di 64.000 hp, ripartita in ben 4 assi, mentre i locali caldaie erano dotati di 2 fumaioli, molto separati tra di loro e assai snelli.
La protezione era assai modesta, con 1 o 2 pollici di spessore, che potevano tutt'al più essere in grado di resistere ai cannoni dei cacciatorpediniere e alle schegge dei proiettili. Solo 51mm per la cintura corazzata, un dato migliore -51mm per il ponte corazzato, ma solo 25mm per torri e torrione comando.

### Costruzione ed impiego
Erano incrociatori pensati come imbarcazioni relativamente economiche, e che avrebbero dovuto costituire una classe di naviglio assai più numerosa, ma siccome vennero considerati troppo piccoli e deboli, solo 4 vascelli vennero costruiti. Il loro impiego ideale, più che con la flotta principale, era quello della protezione convogli e il comando di flottiglie cacciatorpediniere, i cosiddetti conduttori di flottiglia (flottilla leader).
Le 4 navi completate erano tutte battezzate elegantemente con nomi della letteratura classica: Aurora, Galatea, Penelope, Arethusa. Questi nomi quasi erano un presagio di dove esse sarebbero state prevalentemente impiegate, non lontano dai luoghi dei poemi omerici.
La loro attività durante la seconda guerra mondiale fu molto intensa, specialmente nel Mar Mediterraneo dove 2 navi in particolare, Aurora e Penelope, facendo parte della forza 'K' di navi veloci e dotate di radar basate a Malta, si distinsero nelle loro incursioni sulle rotte del naviglio italiano; tra queste, la battaglia del convoglio Duisburg del 1941 e la battaglia del banco di Skerki, del 1942. La loro attività durò fino a quando tale formazione inglese finì su di un campo minato, provocando gravi danni ad entrambe, oltre alla perdita dell'incrociatore Neptune (più grande degli Arethusa) e di un cacciatorpediniere, praticamente radiato anche se riuscì a rientrare in porto.
Forse la saldatura dello scafo aiutò a salvare le 2 unità inglesi, che dopo i lavori di ripristino tornarono in azione nel Mediterraneo inquadrate nella forza Q, presero parte a molte operazioni belliche di grande rilievo, come lo sbarco in Sicilia, e si separarono definitivamente in una missione al largo di Anzio nel febbraio 1944, quando il Penelope venne colpito da un siluro di un sommergibile tedesco e nonostante si fosse trattato di un'unica arma a segno, non riuscì a salvarsi. Anche il Galatea andò perduto durante la guerra.
L'Arethusa venne demolito nel 1950 mentre l'Aurora ceduto alla Cina nazionalista e ribattezzato Chung King. Successivamente venne catturato dai comunisti dalla Repubblica Popolare Cinese ed affondato nel marzo 1949 da un aereo dai nazionalisti. Recuperato dai comunisti rimase in servizio fino alla metà degli anni cinquanta cambiando varie volte il suo nome.

## Navi
| Nome     | Pennant number | Costruttore               | Iniziata        | Varata          | Completata       | Fine |
| -------- | -------------- | ------------------------- | --------------- | --------------- | ---------------- | --- |
| Arethusa | 26             | Chatham Royal Dockyard    | 25 gennaio 1933 | 6 marzo 1934    | 21 maggio 1935   | Venduta per essere demolita nel 1950                                                                            |
| Galatea  | 71             | Scotts, Greenock          | 2 giugno 1933   | 9 agosto 1934   | 3 settembre 1935 | Silurata dall'U-Boot U-557 al largo di Alessandria d'Egitto il 15 dicembre 1941                                 |
| Penelope | 97             | Harland & Wolff, Belfast  | 30 maggio 1934  | 15 ottobre 1935 | 12 novembre 1936 | Silurata dal sottomarino tedesco U-410 al largo di Anzio il 18 febbraio 1944                                    |
| Aurora   | 12             | Portsmouth Royal Dockyard | 23 luglio 1935  | 20 agosto 1936  | 8 novembre 1937  | Ceduta alla Repubblica di Cina e rinominata Chungkinh, poi catturata dalla Repubblica Popolare Cinese nel 1949. |